# 朝のなつメロ
朝のなつメロ（あさのなつメロ）は、東海ラジオで早朝に放送されていた番組。同番組の復刻版とも言える「天野良春の朝のなつメロ」についても、本記事で述べる。

## 概要
かつては毎日5時00分にスタートする、1970年代後半より長らく東海ラジオの一日の起点となる番組であった。時期・曜日により5時10・15・20・25・30分までと終了時間は異なって放送されていた。なつメロ番組であり、戦前の歌謡曲が流れることもある一方で洋楽やジャズも放送されている（後述）。2000年代に入り、次第に放送日・時間とも徐々に削減され、5時台の5分間の番組に短縮。その後、最末期（2006年秋改編）には、金曜のみ5時35分から40分までの5分間番組となっていた。2007年の春改編に伴い、放送を終了した。
番組のオープニング及びエンディングで流れたテーマ曲は、第二次世界大戦前のヒット曲「誰か故郷を想わざる」（インストゥルメンタル）であった。但し、村上和宏が担当する「ドーナツアワー」（後述）は異なる。

## パーソナリティ
主に東海ラジオアナウンサーが務めた。
- 松原敬生
- 天野良春
- 早川佳樹
- 村上和宏
- 蟹江篤子
- 谷川明美

ほか

## 内容
主にリスナーからのリクエストがメインだったが、特定の歌手の特集を組む日もあった。
流す曲は歌謡曲・演歌中心だったが、番組末期には、村上が担当する日のみ「ドーナツアワー」のサブタイトルで洋楽・ジャズ専門に放送していた。
また、年末年始には「朝のなつメロ」が短縮される特別編成となり、民謡に特化した「朝の民謡」などが組まれる時期もあった。

## 天野良春の朝のなつメロ
2015年3月30日から6月30日まで、また、同年9月28日から2016年3月まで、月曜から金曜日の5時00分 - 5時10分の枠で放送されていた。前番組はラジオライブラリー「新・人間革命」（文化放送制作）。また、聴取率調査週間（「聴いて元気週間」）では、「原光隆 はやバン!」が放送時間が朝5時00分からに繰り上げられたため通常放送を休止し、2015年6月22日（月曜日）4時00分から5時00分に「天野良春の朝のなつメロ スペシャル」として1時間放送された。
番組のコンセプトは本項「朝のなつメロ」と同じであり、復刻版の意味合いもあった。テーマ曲は同様に「誰か故郷を想わざる」のインストゥルメンタルだが、以前の番組で使われたものとは音階やテンポが異なり、別バージョンとなっていた。
なお、2015年7月1日から9月25日までは、同じ枠で「天野良春 音楽の旅」（ショップジャパン一社提供）が放送された。同社が販売している「昭和のムード歌謡」などのCD全集を宣伝する意味合いもあったため、同CDの中から選曲された曲が流れた。
2016年春の改編より天野に代わり、松原敬生がパーソナリティを担当する「松原敬生の朝の歌謡曲」がスタートしている。同枠の月曜から水曜日までに事実上削減され、さらに月曜・土曜のみの放送に削減されている。